# Popcorn
Popcorn (на български: Пуканки) е музикална композиция, написана през 1969 г. от немско-американския автор на песни и инструменталист Гершон Кингсли.
Двата стакато такта от шест осмини ноти, последвани от четвъртинка всяка, изключително прости, се повтарят безкрайно с различни тонове, без по-нататъшно развитие. Авторът е немски евреин, избягал от Холокоста и живял в Палестина в младостта си, преди да се премести в Ню Йорк.

## Производство
През 1969 г. Гершон Кингсли издава албума си Music to Moog By, който включва заглавието Popcorn. Издадена е и 45-оборотна версия на Popcorn, с някои допълнителни ефекти в сравнение с албумната версия.
След това произведението е изпълнено от Първия квартет „Мooг“, сформиран от Гершон Кингсли. През 1972 г. групата Hot Butter записва нова версия на Popcorn.

## Кавъри
От хита на Hot Butter от 1972 г. Popcorn са издадени над 540 кавър версии по целия свят. Има версии във всички стилове – техно, джаз, ска, диско, рок, пънк и др.